# Затверецкий посад

Панорама посада с дельты реки

Затвере́цкий поса́д (Затвере́чье) — торгово-ремесленное поселение (посад) древней Твери. Посад располагался к северо-востоку от Кремля, за реками Волгой и Тверцой (отсюда название).
Затверецкий посад имел границы: на севере — устье Исаевского ручья, на юго-западе — устье р. Тверцы, на востоке — район слободы «Барминка» (дер. Барминовка). Примерная площадь посада составляла 64 га. Летописями на территории посада отмечена церковь Воздвижения (1375). В 1626 году насчитывалось 14 церквей и церк. мест. В северной части посада раполагалась слобода «Исаевец», в восточной — «Бармина» слобода (в 1626 году в слободе насчитывалось 259 пустых дворовых мест).
Затверецкий посад имел более холмистый, по сравнению с Заволжским, рельеф. Здесь протекало 4 ручья: Исаевец, Никитский, Болотце и Каменский. Планировка посада была связана с особенностями местности: «Ручейки и болотины кривили улицы, разгоняли по высоткам переулки, прижимали дороги к сухим косогорам». Низменные места не застраивались или служили для покоса. Посад был вытянут широкой полосой вдоль левого берега Тверцы, от Волги до Исаевской слободы. Главной улицей посада была Боровская (за воротами начинался бор). А дорога называлась Дорогобужской так как шла от Дорогобужской слободы в сторону Кушалино, которое являлось вотчиной великих князей. Планировка посада сохранилась с 15 века.
Посад был населен, преимущественно, ремесленниками. Особенно много было гвоздочников, которые жили в Исаевской слободе. Много было кирпичников и каменщиков. Были также ложкари, рукавишники, сапожники, плотники.